# Gajdos Zsolt
Gajdos Zsolt (Nagybégány, 1993. február 4. –) ukrán–magyar labdarúgó. Posztja szerint középpályás. 2019-től a Szeged-Csanád Grosics Akadémia játékosa.

## Pályafutása

### Videoton
Ukrajnában született, de Magyarországon, a Videotonban nevelkedett 2009 és 2012 között. 2011. július 29-én az U19-es tagjaként a Bene Ferencről elnevezett emléktorna döntőjében a horvát HNK Cibalia Vinkovci csapata ellen négy gólt rúgott, ezzel megnyerték a tornát, Gajdos pedig a torna gólkirálya lett és a legjobb mezőnyjátékosnak is megválasztották.
2012. június 9-én U19-es bajnok lett, miután az utolsó fordulóban a Ferencváros U19-es csapata ellen nyertek 5–0-ra. Gajdos a gólkirályi címet is elnyerte.

### Puskás Akadémia
2012. július 16-án az NB II-es csapat keretébe is felkerült az U19-es csapatból. Az új edző, Benczés Miklós keretszűkítése után rá is számított. Augusztus 19-én a Csákvár ellen csereként lépett pályára. Második NB II-es mérkőzésén megszerezte az első találatát Polonkai Attila passzából. 2013. január 30-án a bajnokság téli szünetében a Pápa csapata elleni edzőmeccsen Gajdos góljával lett 1–1-es döntetlen az eredmény. 2012 és 2016 között negyvennégy bajnoki mérkőzésen háromszor volt eredményes.

### Békéscsaba
2014. február 7-én kölcsönbe került Békéscsabára. Tizenegy mérkőzésen négyszer volt eredményes.

### Csákvár
2014. július 7-én került a Csákvári TK csapatához kölcsönbe. Huszonhat mérkőzésen tizennégyszer talált a hálóba.

### Szolnok
2015. június 27-én került kölcsönbe a Szolnoki MÁV FC csapatához. Huszonkilenc bajnokin tizenöt gólt szerzett.

### Haladás
A 2016-17-es idény téli szünetében a horvátországi edzőtáborban próbajátékon szerepelt a csapatban. 2017. január 21-én HNK Cibalia Vinkovci csapata elleni mérkőzés 54. percében talált be, a Haladás 1–0-ra nyert.
2017. február 2-án szerződtette a szombathelyi csapat. 2019. június 30-ig szóló szerződést írt alá.

### Nyíregyháza
2017. június 13-án a másodosztályban szereplő Nyíregyháza Spartacushoz igazolt.

## Statisztika
2017. december 10-én frissítve
| Klub                      | Szezon           | Liga     | Liga | Kupa     | Kupa | Ligakupa | Ligakupa | Európa   | Európa | Összesen | Összesen |
| Klub                      | Szezon           | Mérkőzés | Gól  | Mérkőzés | Gól  | Mérkőzés | Gól      | Mérkőzés | Gól    | Mérkőzés | Gól      |
| ------------------------- | ---------------- | -------- | ---- | -------- | ---- | -------- | -------- | -------- | ------ | -------- | -------- |
| Videoton                  |                  |          |      |          |      |          |          |          |        |          |          |
| 2011–12                   | 0                | 0        | 1    | 0        | 0    | 0        | 0        | 0        | 1      | 0        |          |
| Összesen                  | 0                | 0        | 1    | 0        | 0    | 0        | 0        | 0        | 1      | 0        |          |
| Puskás Akadémia           |                  |          |      |          |      |          |          |          |        |          |          |
| 2012–13                   | 26               | 3        | 0    | 0        | 0    | 0        | 0        | 0        | 26     | 3        |          |
| 2013–14                   | 3                | 0        | 0    | 0        | 2    | 0        | 0        | 0        | 5      | 0        |          |
| 2016–17                   | 15               | 0        | 0    | 0        | 0    | 0        | 0        | 0        | 15     | 0        |          |
| Összesen                  | 44               | 3        | 0    | 0        | 2    | 0        | 0        | 0        | 46     | 3        |          |
| Békéscsaba (Kölcsönben)   |                  |          |      |          |      |          |          |          |        |          |          |
| 2013–14                   | 11               | 3        | 0    | 0        | 0    | 0        | 0        | 0        | 11     | 3        |          |
| Összesen                  | 11               | 3        | 0    | 0        | 0    | 0        | 0        | 0        | 11     | 3        |          |
| Csákvár (Kölcsönben)      |                  |          |      |          |      |          |          |          |        |          |          |
| 2014–15                   | 26               | 14       | 0    | 0        | 0    | 0        | 0        | 0        | 26     | 14       |          |
| Szolnoki MÁV (Kölcsönben) |                  |          |      |          |      |          |          |          |        |          |          |
| 2015–16                   | 29               | 15       | 0    | 0        | 0    | 0        | 0        | 0        | 28     | 15       |          |
| Haladás                   | 2016–17          | 2        | 0    | 0        | 0    | 0        | 0        | 0        | 0      | 0        | 0        |
| Nyíregyháza Spartacus     | 2017–2018        | 16       | 3    | 0        | 0    | 0        | 0        | 0        | 0      | 16       | 3        |
| Karrier összesen          | Karrier összesen | 129      | 39   | 1        | 0    | 2        | 0        | 0        | 0      | 129      | 39       |